# Antiblemma hersilea
Antiblemma hersilea är en fjärilsart som beskrevs av William Schaus 1912. Antiblemma hersilea ingår i släktet Antiblemma och familjen nattflyn. Inga underarter finns listade i Catalogue of Life.